# Akademia Przygody

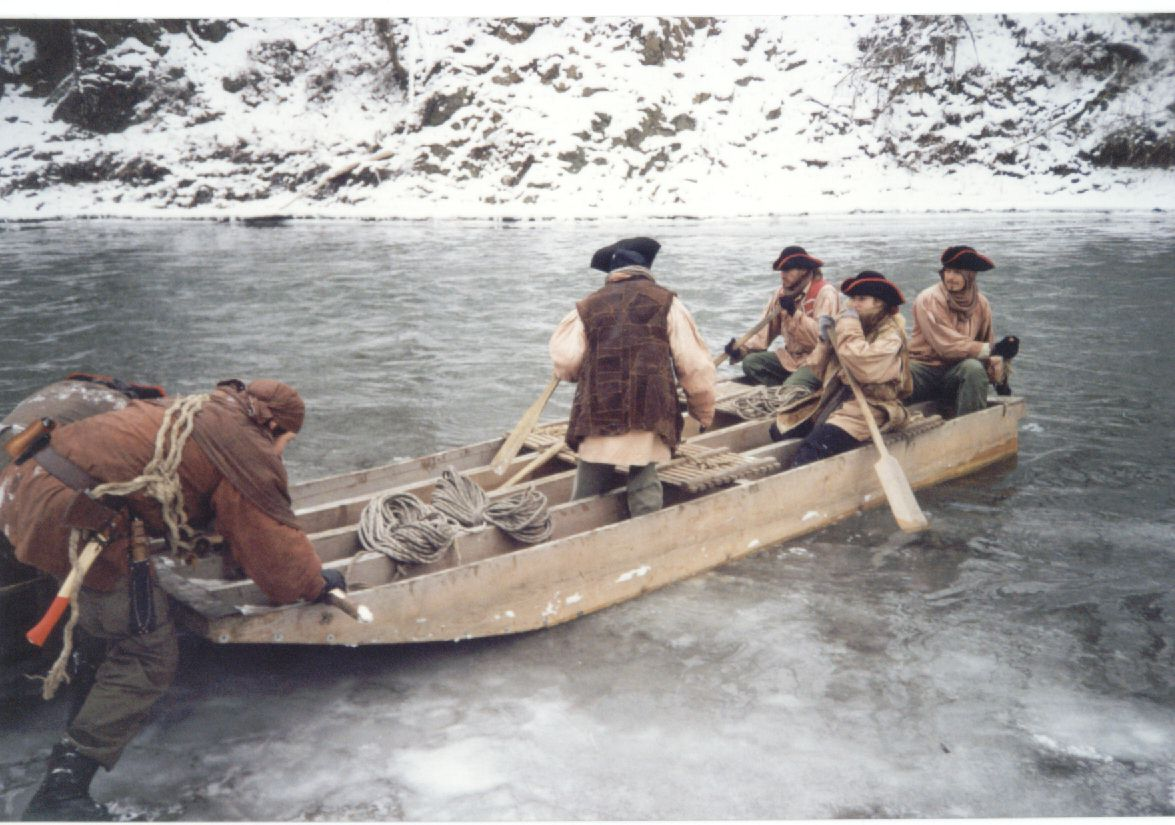
Spływ drewnianymi łodziami

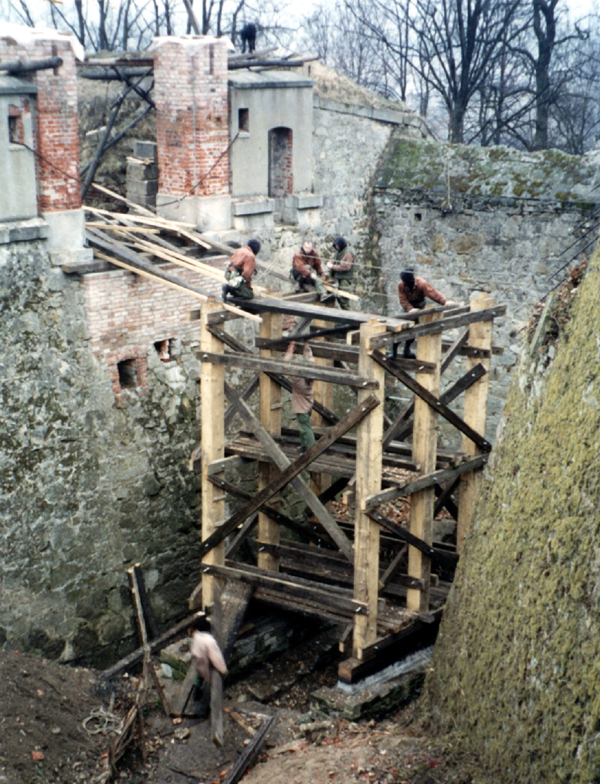
Rekonstrukcja mostu zwodzonego

Akademia Przygody stowarzyszenie non-profit wyrosłe ze środowiska harcerskiego, działające od 1988 roku jako kontynuacja 6 Samodzielnej Harcerskiej Drużyny Górsko-Zwiadowczej "WIDMO" Hufca ZHP Kędzierzyn-Koźle. 
Akademia Przygody działała najpierw jako ruch programowo-metodyczny ZHP, a od 1993 jako samodzielna, formalnie zarejestrowana organizacja z siedzibą w Kłodzku. Prowadzi działalność wychowawczą dzieci i młodzieży w oparciu o kontakt z przyrodą, ćwiczenie sztuki przetrwania, poznawanie rzemiosł. W 1997 członkowie stowarzyszenia brali udział w akcji ratowniczej w Kłodzku podczas powodzi tysiąclecia. 
Organizacja jest fundatorem Ośrodka Edukacji Historycznej i Konserwatorskiej. Realizowała m.in. w prace zabezpieczające twierdzy w Srebrnej Górze i Twierdzy Kłodzkiej oraz rekonstrukcję XVIII wiecznego mostu zwodzonego. Obecnie prowadzi program rewitalizacji Zespołu Fortecznego Lunety Żuraw zakładający edukacyjny udział młodzieży w pracach konserwatorskich.

## Ośrodek Edukacji Historycznej i Konserwatorskiej
Powołany został przez Akademię Przygody jako połączenie nowych form jej działalności:
- Edukowanie młodzieży pod pretekstem zabaw osadzonych w oprawie historycznej. Stanowią one oprawę do uczenia młodzieży sprawności manualnej, zaradności, elementów szkolnych przedmiotów. Celem jest wychowanie osoby zdrowej ciałem i duchem, rozumiejącej przyrodę, świadomej kultury i cywilizacji, z wyrobionym poczuciem piękna i wrażliwością na problemy społeczne.
- Rzemiosło związane z pracami konserwatorskimi. Siedzibą OEHiK jest Luneta Żuraw, połączona z twierdzą trzystumetrową esplanadą. Realizowane na tym terenie prace konserwatorskie wykonywane są przy współpracy młodzieży z rzemieślnikami oraz rzeczoznawcami konserwacji zabytków. Obejmują m.in. wycinkę inwazyjnej zieleni, odkopywanie fos, rekonstrukcje mostów zwodzonych, kamieniarki, stolarki okiennej i drzwiowej.